# ليلاند تي باورز
ليلاند تي باورز (بالإنجليزية: Leland T. Powers)‏ هو معلم موسيقى أمريكي، ولد في 28 يناير 1857 في Pultneyville, New York ‏ في الولايات المتحدة، وتوفي في 1920 في بروكلين في الولايات المتحدة.